# Grande Épreuve

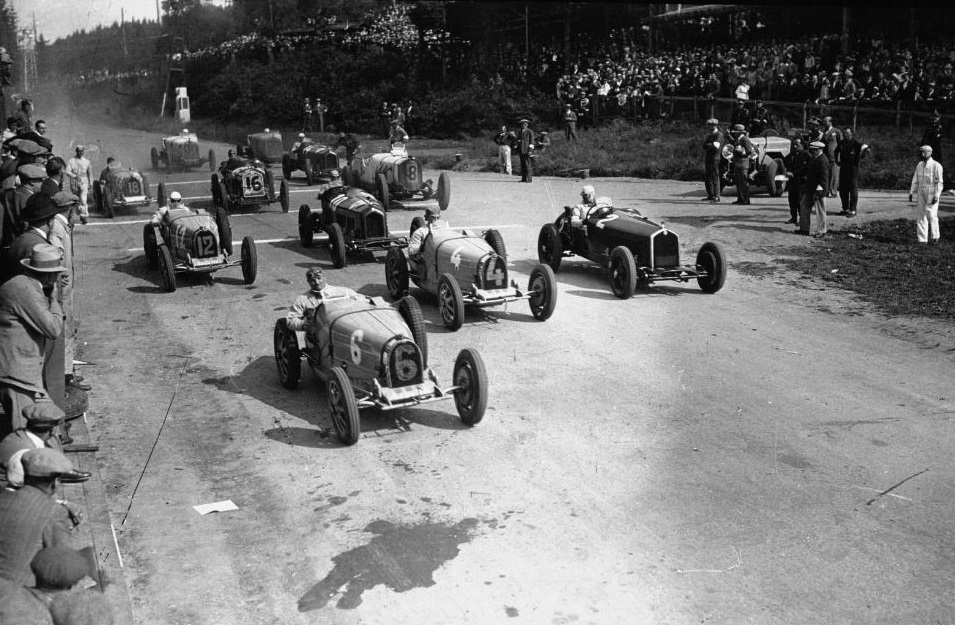
Grand Prix de Belgique 1931

Mit dem Begriff Grande Épreuve (französisch für „Große Prüfung“) wurden im Automobilsport die internationalen Veranstaltungen mit der höchsten Bedeutung bezeichnet. Traditionell waren dies die nationalen Großen Preise der im Automobil-Weltverband (AIACR; ab 1946 FIA) vertretenen „Kernländer“, also die Grands Prix von Frankreich, Italien, Belgien, Spanien, der USA, Großbritannien, Deutschland, Monaco, der Schweiz und der Niederlande. Ihre Einstufung in die Kategorie der Grandes Épreuves erlaubte eine Abgrenzung von weniger bedeutsamen Rennen, von denen einige ebenfalls den Titel Grand Prix im Namen trugen.

## Übersicht
Ab den 1920er Jahren wurden die genannten Veranstaltungen als Grandes Épreuves im Sportkodex der für die Regulierung des Grand-Prix-Sports zuständigen Internationalen Sportkommission (CSI) namentlich geführt. Mit der Aufnahme in diese höchste Kategorie waren entsprechende Privilegien verbunden, die sich vor allem auf die Terminvergabe bezogen. So durften die Veranstalter eines Grande Épreuves den Termin für ihr Rennen im jährlich von der CSI erstellten Internationalen Rennkalender gleich zu Beginn reservieren, so dass ohne ihr Einverständnis innerhalb einer Sperrfrist um dieses Datum kein weiteres Rennen mit internationaler Beteiligung ausgerichtet werden durfte. Außerdem wurden im Rahmen von internationalen Meisterschaften, wie der zwischen 1931 und 1939 ausgetragenen Europameisterschaft, der ersten Markenweltmeisterschaft von 1925 bis 1930, sowie der seit 1950 durchgeführten Automobil-Weltmeisterschaft in der Regel nur die Ergebnisse von Grandes Épreuves gewertet.
Von jedem Mitgliedsland des Automobil-Weltverbands durfte pro Saison maximal ein solches Grande Épreuve angemeldet werden. Damit eine Veranstaltung in die Liste aufgenommen werden konnte, musste zuvor jedoch ihre Eignung festgestellt worden sein. Insbesondere für Länder, die nicht zu den klassischen Automobilnationen gerechnet wurden, waren dafür meist mehrere Anläufe nötig, in denen der jeweilige nationale Automobilverband erst nachweisen musste, dass er organisatorisch und wirtschaftlich in der Lage war, ein solches Großereignis dauerhaft zu etablieren.
Dabei gab es bei der Auswahl der Veranstaltung im Verlauf der Entwicklung jedoch offenbar einen gewissen Spielraum, wenn in einem Land mehrere Sportereignisse von hinreichender Bedeutung stattfanden. So waren die USA anstelle eines Rennens mit der Bezeichnung Grand Prix im Titel stets durch das 500-Meilen-Rennen von Indianapolis repräsentiert. Ebenfalls wurden nicht alle Rennen ausschließlich nach den jeweils geltenden Bestimmungen der eigentlich für diesen Zweck eingeführten Internationalen Rennformel für Grand-Prix-Rennen – die ab 1948 als Formel 1 bezeichnet wurde – durchgeführt. Der Britische Automobilclub RAC zum Beispiel benannte bis 1949 regelmäßig mit der Tourist Trophy ein Sportwagenrennen als „sein“ Grande Épreuve, obwohl daneben 1948 und 1949 auch jeweils ein nationaler Grand Prix ausgetragen wurde, und auch die Ausgaben des Grand Prix de l´ACF, des französischen Automobilclubs, von 1928, 1936, 1937 und 1949 wurden als Sportwagenrennen durchgeführt.
Auch nach der Einführung der Automobilweltmeisterschaft 1950 unterschied die FIA noch bis zur Umwandlung der Formel 1 von einer reinen Rennformel in eine exklusive Rennserie 1981 zwischen Grandes Épreuves, die sich nach wie vor aus den „klassischen“ Großen Preisen von Belgien, Deutschland, Frankreich, Großbritannien, Italien, Monaco, der Niederlande usw., sowie weiterhin auch den 500 Meilen von Indianapolis zusammensetzten, und anderen nationalen Grands Prix, wobei dies im Wesentlichen nur noch die beschriebene Auswirkung bei der Terminfestsetzung hatte. Für die öffentliche Wahrnehmung trat schnell die Eigenschaft eines Rennens als Weltmeisterschaftslauf in den Vordergrund, so dass der Begriff Grande Épreuve aus dem heutigen internationalen Sprachgebrauch weitgehend verschwunden ist.

## Verwendung des Begriffs in der Frühzeit der Automobilrennen
Schon in der Frühzeit der Automobilrennen wurde der Begriff Grande Épreuve im französischen Sprachraum allgemein verwendet, um die Bedeutung besonders wichtiger, meist auch gleichzeitig besonders anspruchsvoller Veranstaltungen hervorzuheben. Die Bewertung war zunächst jedoch rein subjektiv, so dass der Begriff für eine ganze Bandbreite von Rennen verwendet wurde.
Ab seiner ersten Auflage 1906 galt insbesondere „der“ Grand Prix des französischen Automobilverbands ACF als weltweit mit Abstand bedeutendstes Automobilrennen. Daneben gab es aber auch in anderen Ländern Bestrebungen, ähnliche Formate – zum Teil unter Aufstellung eigener technischer Regularien – zu etablieren. Beispiele hierfür sind der Kaiserpreis-Rennen in Deutschland, der American Grand Prize und das 500-Meilen-Rennen von Indianapolis in den USA, die italienische Targa Florio oder die Tourist Trophy des britischen Automobilclubs.
In den 1920er Jahren war jedoch auch eine starke Zunahme an Rennen zu verzeichnen, die die Worte „Grand Prix“ im Titel trugen. Waren dies zunächst nur die jeweiligen Hauptveranstaltungen der nationalen Automobilclubs, also die Großen Preise von Italien, Spanien, Belgien usw., in denen weiterhin nur offizielle Werksmannschaften von Automobilfirmen startberechtigt waren, so kamen nun Rennen hinzu, die auch nach Städten oder Regionen bezeichnet wurden, also z. B. die Großen Preise von Pau, San Remo oder der Picardie, und die auch bzw. hauptsächlich für Privatfahrer offen standen. Um angesichts dieser Aufweichung des Grand-Prix-Begriffs noch die klassischen Großveranstaltungen unterscheiden zu können, wurde für diese im Französischen wiederum häufig die Bezeichnung Grande Épreuve verwendet.

## Zunehmende Reglementierung des Grand-Prix-Sports
Angesichts solcher Entwicklungen wurde seitens der schon 1904 gegründeten AIACR bald die Notwendigkeit erkannt, den Grand-Prix-Sport international zu reglementieren und zu koordinieren. Neben der Festlegung einer sogenannten Internationalen Grand-Prix-Formel, in der die technischen Bestimmungen für den Bau von Rennwagen festgelegt wurden, die jedoch für die einzelnen Rennveranstalter lediglich eine Empfehlung darstellte und keine bindende Wirkung hatte, wurde jedes Jahr auch ein internationaler Rennkalender verabschiedet, in dem wiederum einige international besonders bedeutsame Veranstaltungen bei der Terminfestlegung Vorrang genossen.
Auf ihrer anlässlich des 25-jährigen Bestehens des Britischen Automobilclubs RAC am 7. Dezember 1922 in London durchgeführten Tagung gründete die AIACR schließlich die Internationale Sportkommission CSI, deren Vertreter aus dem Kreis der Delegierten der Mitgliedsverbände jährlich neu gewählt wurden. Aufgabe der CSI war es, die Vollversammlung der AIACR zu entlasten, indem sie für die dort zu verabschiedenden Beschlüsse – insbesondere die Verabschiedung der Grand-Prix-Formel und des Internationalen Rennkalenders – entsprechende Empfehlungen vorbereitete.
Auf dem Londoner Kongress wurde außerdem entschieden, beginnend mit Italien 1923 jeweils einen nationalen Automobilclub mit der Ausrichtung eines Großen Preises von Europa zu beauftragen. Das Rennen musste dann anstelle des eigenen nationalen Grand Prix des jeweiligen Verbands ausgetragen werden und sei „als eine Art Weltmeisterschaft des Automobils gedacht“, also als eine Veranstaltung mit besonders hohem Stellenwert. In einem Rückblick auf die Saison wurden aber später vier Rennen des Jahres 1923, die Targa Florio sowie die Großen Preise von Indianapolis(!), Frankreich und Europa als Grandes Épreuves Internationale (in der deutschen Übersetzung als „ganz große internationale Wettbewerbe“) bezeichnet.
Wann genau der Begriff Grande Épreuve Einzug ins Regelwerk der AIACR gefunden hat, ist eine noch nicht abschließend geklärte Frage. Jedenfalls muss dieser weitere wichtige Schritt zur Entwicklung des internationalen Grand-Prix-Sports von Einzelrennen hin zu einer „Rennserie“ wohl spätestens bis zur Ausrichtung der ersten Automobil-Weltmeisterschaft 1925 erfolgt sein. In diese Kategorie wurden nur die Rennen mit der international höchsten Bedeutung aufgenommen, die unter dem Titel eines Grand Prix des jeweiligen Landes bzw. des jeweils ausrichtenden nationalen Automobilclubs liefen. Weil an diesen Veranstaltungen nur offizielle Werksmannschaften von Automobilfirmen teilnehmen durften – Privatfahrer waren also ausgeschlossen – wurden Grandes Épreuves nur an Länder mit einer bedeutenden Automobilindustrie vergeben. 1925 waren dies neben dem nun als Großer Preis von Indianapolis bezeichneten 500-Meilen-Rennen auch die Großen Preise von Europa (Belgien), Frankreich und Italien, deren Ergebnisse dann auch für die Weltmeisterschaft gewertet wurden. Deutschland blieb als Nachwirkung des Ersten Weltkriegs von der Teilnahme daran ausgeschlossen.
Damit die Automobilhersteller die Möglichkeit hatten, an allen Grande Épreuves antreten zu können, ohne für einzelne Veranstaltungen spezielle Rennwagen konstruieren zu müssen, waren die Veranstalter verpflichtet, die Bestimmungen der Internationalen Formel einzuhalten. Spätestens 1925 mit der Ausrichtung der ersten Weltmeisterschaft wurde dies als Voraussetzung unumgänglich. Im Gegenzug wurde diesen namentlich im Internationalen Sportreglement der CSI aufgeführten Rennen bei der Erstellung des internationalen Rennkalenders ausdrücklich Vorrang eingeräumt. Als Verfahren dafür wurde festgelegt, dass alljährlich bei einer ersten Tagung der CSI zunächst nur die Termine für diese „Grandes Épreuves“ festgelegt wurden. Dabei musste zwischen zwei solchen Veranstaltungen jeweils ein Mindestzeitraum von 14 Tagen liegen, um allen an der Weltmeisterschaft teilnehmenden Mannschaften ausreichend Zeit für die Vorbereitung der Wagen und die Anreise zu ermöglichen. In einer weiteren Sitzung wurden dann die übrigen, für internationale Beteiligung ausgeschriebenen Rennen in den Kalender aufgenommen, wobei hier zu einem „Grande Épreuve“ jeweils ein Mindestabstand von fünf Tagen einzuhalten war.
Mit dieser Regelung war zum ersten Mal der Begriff Grande Épreuve mit einer feststehenden Bedeutung im in französischer Sprache verfassten Sportreglement der CSI eingeführt worden. In der deutschsprachigen Berichterstattung wurden zunächst jedoch noch meist Umschreibungen wie „Großveranstaltungen“, „Internationale Rennen der offiziellen ersten Klasse“, „Internationale Große Preise“, „bevorzugte Internationale Veranstaltungen“ usw. verwendet, bevor ab Mitte der 1930er Jahre auch hier zunehmend der französische Begriff übernommen wurde.

## Aufweichung des Begriffs in der Krise der späten 1920er Jahre
Diese klaren Verhältnisse hatten jedoch nicht allzu lange Bestand. Auslöser dafür war eine tiefe Krise des Grand-Prix-Sports in der zweiten Hälfte der 1920er Jahre. Die rasante technische Entwicklung hatte zu einem regelrechten „Wettrüsten“ der Rennwagenhersteller geführt, das sich am Ende immer weniger Automobilfirmen leisten konnten. Gleichzeitig gingen diese häufig dazu über, lieber die eigenen Wagen vor einem Rennen zurückzuziehen und so einer für die Publicity schädliche Niederlage aus dem Weg zu gehen, wenn sich im Vorfeld die Überlegenheit einer Konstruktion der Konkurrenz abzeichnete. So erschienen z. B. beim Grand Prix de l´ACF von 1926 nur ganze drei Autos des Bugatti-Teams zum Start, weil die anderen drei Hersteller sämtliche neun von ihnen gemeldeten Rennwagen zurückgezogen hatten.
Andererseits erlebten gerade zu dieser Zeit formelfreie Rennen einen starken Aufschwung. Hier wurden von den Veranstaltern der Rennen, wenn überhaupt, meistens nur wenige einschränkende technische Bestimmungen vorgegeben, so dass hier auch Privatfahrer mit allen Arten von Rennwagen antreten und zumindest um Klassensiege mitkämpfen konnten. Grundlage hierfür war die Zahlung von sogenannten Startgeldern, die zwischen den Rennveranstaltern und den Teilnehmern je nach Bedeutung und Zuschauerinteresse einer Veranstaltung und Attraktivität und Bekanntheitsgrad eines Fahrers und seines Rennwagens frei ausgehandelt werden konnten. Vor allem nachdem Bugatti dazu übergegangen war, in Serie hergestellte Rennwagen verschiedener Hubraum- und Leistungsklassen frei verkäuflich anzubieten, konnten Veranstalter solcher Rennen ihrem Publikum auf diese Weise regelmäßig mit attraktiven und gut gefüllten Starterfeldern aufwarten.
Schließlich mussten sich die Veranstalter der Grande Épreuves dem sportlichen und letztendlich auch wirtschaftlichen Druck beugen. Obwohl die CSI mit der Grand-Prix-Formel für 1928 durch Verzicht auf ein Hubraumlimits de facto zu einer freien Formel übergegangen war, in der lediglich noch einige Abmessungen und Gewichte der Rennwagen sowie Mindestdistanzen für die Rennen geregelt worden waren, waren nur noch wenige Hersteller an der Teilnahme interessiert. Von ursprünglich sieben als Weltmeisterschaftsläufe geplanten Grandes Épreuves blieben daher am Ende lediglich noch zwei übrig: das Rennen in Indianapolis, bei dem die Veranstalter jedoch Privatfahrer zuließen und zudem weiter 1,5-Liter-Formel aus dem Vorjahr verwendeten, sowie der Große Preis von Europa in Monza, dem einzigen Grande Épreuve, das in diesem Jahr nach der geltenden Internationalen Rennformel ausgetragen wurde. Allerdings hatte die CSI auch für dieses Rennen erstmals die Teilnahme von privat gemeldeten Rennwagen zugelassen, jedoch nur mit Zustimmung des jeweiligen Herstellers. Alle übrigen Großen Preise wurden aus Teilnehmermangel entweder gleich komplett abgesagt, oder – meistens unter Verzicht auf den Titel eines nationalen Grand Prix – durch Rennen für andere Fahrzeugkategorien ersetzt. Natürlich bedeutete dies auch, dass ohne ausreichende Anzahl ausgetragener Wertungsläufe in diesem Jahr auch kein Weltmeistertitel vergeben werden konnte.
Auch in den folgenden Jahren änderte sich an dieser Situation nicht viel, zumal gerade die die Automobilfirmen sehr unter dem Einfluss der Weltwirtschaftskrise zu leiden hatten. In ihrer Not musste die AIACR schließlich offenbar nicht nur die Teilnahme von Privatfahrern akzeptieren, sondern auch, dass die zur Austragung eines Grande Épreuve berechtigten nationalen Automobilverbände dafür nicht ausschließlich nur Grand-Prix-Rennen nach der Internationalen Formel, sondern auch formelfreie Rennen, wie der Grand Prix de l´ACF von 1930, und sogar nur für Sportwagen ausgeschriebene Veranstaltungen, wie die britische Tourist Trophy zwischen 1931 und 1949, oder wiederum die Grands Prix de l´ACF von 1936, 1937 und 1949, nominieren durften. Auch in Indianapolis wurde nunmehr nach eigenen Regeln gefahren, die mit Ausnahme einer kurzen Periode von 1938 bis 1946 von den Vorschriften der internationalen Grand-Prix-Formel abwichen.

## Épreuves a prioritéund dasGoldene Zeitalter
Nach der Deregulierung, die zeitlich ungefähr mit dem beginnenden wirtschaftlichen Wiederaufschwung zusammenfiel, erlebte der Grand-Prix-Sport eine neue Blütezeit, die bisweilen auch als das Goldene Zeitalter bezeichnet wird. Neben den acht traditionellen, im Sportkodex der CSI festgeschriebenen Grandes Épreuves, den Großen Preisen von Frankreich, Deutschland, Belgien, Spanien, Italien und natürlich auch dem Großen Preis von Europa, sowie der Tourist Trophy und den 500 Meilen von Indianapolis, bewarben sich nun auch zunehmend auch Länder um die Ausrichtung internationaler Grands Prix, die wie die Schweiz, die Niederlande, Ungarn, Südafrika, Brasilien, die Tschechoslowakei, Schweden, Luxemburg oder Monaco damals nicht zu den großen Automobilnationen gezählt wurden. Angesichts der weiteren zahlreichen Rennveranstaltungen dieser Jahre wurde es aber zunehmend problematischer, diese im internationalen Kalender unterzubekommen, zumal wenn immer mehr Termine exklusiv für die Grande Épreuves reserviert werden sollten. Dies veranlasste die AIACR zu einer sehr restriktiven Politik, so dass bis zum Ausbruch des Zweiten Weltkriegs nur noch zwei weiteren Rennen dieser Status verliehen wurde. Insbesondere der 1929 zum ersten Mal ausgetragene Große Preis von Monaco, der als Stadtrennen praktisch eine völlig neue, sich im Anschluss rasant über den europäischen Kontinent ausbreitende Form des Rennsports ins Leben rief, entwickelte sich aber über die Jahre so erfolgreich, dass er ab 1933 in die Liste der Grande Épreuves dauerhaft mit aufgenommen wurde. Der Schweizer Automobilclub musste sich dagegen noch bis 1936 gedulden, bis dem von ihm ausgerichteten Großen Preis der Schweiz die gleiche Ehre zuteilwurde, obwohl das 1934 zum ersten Mal ausgetragene Rennen schon 1935 für die in diesem Jahr eingeführte Europameisterschaft gewertet worden war. Meisterschaftsläufe und Grandes Épreuves waren somit nicht zwangsweise absolut deckungsgleich, wenn auch selbstverständlich die Anwendung der 1934 eingeführten neuen 750-kg-Grand-Prix-Formel Voraussetzung dafür war, dass ein Rennen für die Meisterschaft gewertet werden konnte.
Um der Überlastung des Rennkalenders besser Herr zu werden und die Automobilclubs der „kleineren“ Nationen trotzdem einigermaßen zufrieden zu stellen, führte die CSI mit den Épreuves a priorité (zu Deutsch „Prioritätsveranstaltungen“) für 1935 eine weitere Kategorie ein. Nachdem im internationalen Kalender zunächst die Termine für die Grande Épreuves fixiert worden waren, hatte anschließend die übrigen Automobilclubs das Recht, ebenfalls jeweils für eine von ihnen ausgerichtete Veranstaltung ein Datum festzulegen. Diese mussten sich jedoch bereits bei mindestens einer früheren Austragung schon einmal „bewährt“ haben. Erst dann wurde über die Aufnahme aller weiteren angemeldeten internationalen Veranstaltungen entschieden.
Aufgrund der sportlichen Entwicklung wie auch der Zuspitzung allgemeinen politischen Situation nahm dann jedoch in den letzten Jahren vor dem Ausbruch des Zweiten Weltkriegs die Zahl der Grande Épreuves wieder stark ab. Ursache war einerseits die absolute Dominanz der deutschen Silberpfeile von Mercedes-Benz und der Auto Union AG im Grand-Prix-Sport. Wie schon in der Krise der 1920er Jahre führte dies dazu, dass Privatfahrer wie auch die Automobilhersteller der übrigen Länder mangels jeglicher Erfolgsaussichten zunehmend das Interesse an der Beteiligung an Grand-Prix-Rennen verloren. Um ihren einheimischen Marken bei ihren Heimrennen diese Konkurrenz vom Leib zu halten, gingen die Automobilclubs von Frankreich und Italien dazu über, ihre Veranstaltungen zunehmend für Sportwagen bzw. die in den 1930er Jahren im Aufwind befindliche Voiturette-Klasse auszuschreiben. Zwar kehrte Frankreich für seinen Grand Prix von 1938 wieder zur Internationalen Formel zurück, aber nachdem die französischen Wagen dort weiterhin chancenlos geblieben waren und Italien schließlich seinen Teams und Fahrern aufgrund der politischen Spannungen die Beteiligung an Rennen in Frankreich verboten hatte, wurden in der letzten Grand-Prix-Saison 1939 auf europäischem Boden noch ganze vier Grande Épreuves nach der Grand-Prix-Formel ausgetragen (die Großen Preise von Frankreich, Belgien, Deutschland und der Schweiz), in denen die deutschen Teams praktisch unter sich blieben. Der Spanische Grand Prix war bereits 1936 dem Ausbruch des Spanischen Bürgerkriegs zum Opfer gefallen.

## Nachkriegszeit
Nach Ende des Zweiten Weltkriegs sehnte sich das Publikum nach Abwechslung und Unterhaltung, so dass der Motorsport binnen kurzer Zeit wieder auflebte. Schon im Herbst 1945 wurde im Bois du Boulogne nahe Paris wieder ein erstes, wenn auch noch rein französisch besetztes Rennen ausgerichtet. Obwohl nominell die 1938 eingeführte Grand-Prix-Formel mit ihrem Hubraumlimit von 3,0 Litern für aufgeladene Motoren und 4,5 Litern für Saugmotoren auch für 1946 in Kraft blieb, wurde bei den Rennen dieses Jahres eine Vielzahl an individuellen Regeln und Klassen angewendet, die sich in erster Linie an dem vorhandenen Fahrzeugbestand des jeweiligen Landes ausrichtete. Einziges offizielles Grande Épreuve der Saison blieb das Rennen von Indianapolis, das auch 1940 und 1941 noch ausgetragen worden war, als sich die Vereinigten Staaten noch nicht im Kriegszustand befunden hatten. Ansonsten wurde bei den europäischen Rennen mehr oder weniger mit jeder Art Fahrzeug gefahren, die gerade verfügbar war.
Konsequenterweise orientierte sich daher der Welt-Automobilverband, der sich nun in Fédération Internationale de l´Automobile (FIA) umbenannt hatte, auch bei der Verabschiedung der neuen Internationalen Formel für 1947 an dem verfügbaren Fahrzeugbestand und kombinierte die in Italien und Großbritannien sehr populäre Voiturette-Klasse mit aufgeladenen 1,5-Liter-Motoren mit der in Frankreich verbreiteten Sportwagen-Formel von Saugmotoren bis 4,5 Litern Hubraum. Für 1948 wurde dieser sogar noch eine zweite „kleinere“ Formel zur Seite gestellt, für die sich in der Folgezeit allmählich die Bezeichnungen Formel 1 und Formel 2 durchsetzten. Ziel war auch hier, eine weitere Standardisierung im Rennwagenbau zu erreichen, so dass die Rennställe zumindest überall in Europa mit ihren Wagen an den Start gehen konnten. Durch die Einführung der zweiten Formel wurde den Veranstaltern kleinerer Rennen eine Alternative geboten, im Hinblick auf große Starterfelder billigere und somit auch zahlreichere Rennwagen mit kleineren Motoren an den Start gehen zu lassen, während die klassischen Grandes Épreuves – wie üblich mit Ausnahme des Rennens in Indianapolis und der Tourist Trophy – selbstverständlich weiterhin nach der Grand-Prix-Formel Nr. 1 liefen.

## Seit Einführung der Automobil-Weltmeisterschaft 1950
Ab 1950 wurde erneut eine Automobil-Weltmeisterschaft eingeführt, die nun aber zunächst nicht mehr für Automobilmarken, sondern in Form einer Fahrerwertung ausgeschrieben wurde. Als Meisterschaftsläufe wurden naturgemäß wiederum die Grande Épreuves erkoren, wobei bis 1959 auch das Rennen in Indianapolis Bestandteil der Wertung blieb, obwohl hier nur noch nach einer eigenständigen Rennformel gefahren wurde. Der Britische Automobilclub dagegen, dem 1950 die Ehre zuteilwurde, den allerersten Weltmeisterschaftslauf unter dem Titel eines Großen Preises von Europa austragen zu dürfen, schwenkte im Gegenzug um und statt der Tourist Trophy lief hier nun erstmals seit 1927 wieder ein Rennen nach der offiziellen Grand-Prix-Formel als Grande Épreuve.
Schon bald aber mussten die klaren Verhältnisse abermals aufgeweicht werden. Mit dem Rückzug von Alfa Romeo aus dem Grand-Prix-Sport Ende 1951 blieb das Ferrari-Team praktisch als alleiniger Wettbewerber übrig. Um Situationen wie die von 1926 zu vermeiden, traf die FIA bei ihrem traditionellen Herbstmeeting die Entscheidung, es für 1952 den Veranstaltern der Grandes Épreuves freizustellen, nach welcher der beiden Grand-Prix-Formeln sie ihr Rennen ausschreiben wollten. Im Ergebnis folgten 1952/53 mit Ausnahme von Indianapolis alle nationalen Automobilclubs dem Beispiel des ACF und schwenkten auf die Formel 2 um, in der Ferrari zwar weiterhin dominant blieb, aber zumindest ansehnliche Starterfelder mit einer Vielfalt von Konstruktionen geboten werden konnte.
Auch die Regel, dass nur Grande Épreuves als Weltmeisterschaftsläufe dienen sollten, hatte mit der zunehmend ansteigenden Zahl solcher Rennen offenbar nicht dauerhaft Bestand. So wurde z. B. bereits 1953 der erste Weltmeisterschaftslauf der Saison, der Große Preis von Argentinien in dem von der Automobil Revue veröffentlichten internationalen Rennkalender nicht als Grande Épreuve bezeichnet und auch Mitte der 1970er Jahre wurden im Regelbuch der FIA noch weiterhin lediglich die „klassischen“ Großen Preise von Belgien, Deutschland, Frankreich, Großbritannien, Italien und der Niederlande sowie Indianapolis namentlich als Grandes Épreuves geführt, nicht aber z. B. die ebenfalls zur Weltmeisterschaft zählenden Rennen in Südafrika, Spanien, Österreich, Kanada oder der USA. Dies hatte jedoch offenbar nur noch praktische Auswirkungen auf die Terminfestsetzung, während ansonsten für die breite öffentliche Berichterstattung die Bedeutung der Grand-Prix-Rennen als Wertungsläufe für die Weltmeisterschafts in den Vordergrund trat, so dass die Verwendung des Begriffs Grande Épreuve weitgehend aus dem allgemeinen Sprachgebrauch verschwunden ist.

## Statistik

### Liste der Grandes Épreuves von 1925 bis 1949
Vor 1925 lässt sich nicht mit Bestimmtheit angeben, wann der Begriff Grande Épreuve offiziell Einzug ins Regelwerk der AIACR gehalten hat. Spätestens bei der Durchführung der ersten Weltmeisterschaft war eine solche Klassifizierung der Veranstaltungen eine unabdingbare Grundlage.
| Datum        | Veranstaltung                | Strecke             | Status          | Bemerkung |
| ------------ | ---------------------------- | ------------------- | --------------- | --- |
| 31.05.1925   | Indianapolis 500             | Indianapolis        | FI; WM          | |
| 28.06.1925   | GP Europa (Belgien)          | Spa-Francorchamps   | FI; WM          | |
| 26.07.1925   | GP Frankreich                | Montlhéry           | FI; WM          | |
| 06.09.1925   | GP Italien                   | Monza               | FI; WM          | Die Teilnahme am GP Italien war Pflichtveranstaltung für die WM |
| 30.05.1926   | Indianapolis 500             | Indianapolis        | FI; WM          | |
| 27.06.1926   | GP Frankreich                | Circuit de Miramas  | FI; WM          | |
| 18.07.1926   | GP Europa (Spanien)          | Circuito Lasarte    | FI; WM          | |
| 07.08.1926   | GP Großbritannien            | Brooklands          | FI; WM          | |
| 05.09.1926   | GP Italien                   | Monza               | FI; WM          | Pflichtveranstaltung für die WM |
| 30.05.1927   | Indianapolis 500             | Indianapolis        | FI; WM          | |
| 03.07.1927   | GP Frankreich                | Montlhéry           | FI; WM          | |
| 31.07.1927   | GP Europa (Spanien)          | Circuito Lasarte    | FI; WM          | |
| 04.09.1927   | GP Europa (Italien)          | Monza               | FI; WM          | Pflichtveranstaltung für die WM |
| 01.10.1927   | GP Großbritannien            | Brooklands          | FI; WM          | |
| 30.05.1928   | Indianapolis 500             | Indianapolis        | INDY (FI?; WM)  | Ausgetragen nach der alten Internationalen Rennformel aus 1927, daher konnte das Rennen nicht wie ursprünglich geplant als WM-Lauf gewertet werden; es ist unklar, ob es jemals vorgesehen war, das Rennen nach der aktuellen Formel auszuschreiben                                                                  |
| (01.07.1928) | (GP Frankreich)              | (St. Gaudens)       | (FI; WM)        | Rennen wurde schon im Dezember 1927 abgesagt; stattdessen wurde mit der Coupe de la Commission Sportive ein Handicap-Rennen für Sportwagen ausgetragen, dabei ist fraglich, ob der Status als Grande Épreuve auf dieses übertragen wurde                                                                             |
| 15.07.1928   | GP Deutschland               | Nürburgring         | SW (FI; WM)     | Rennen wurde letztendlich für Sportwagen ausgeschrieben, so dass es für die WM nicht gewertet werden konnte; es ist unklar, ob der Status als Grande Épreuve trotzdem beibehalten werden konnte |
| 29.07.1928   | GP Spanien                   | Circuito Lasarte    | SW-H (FI; WM)   | Wurde letztendlich als Handicaprennen für Sportwagen ausgetragen, daher kein Wertungslauf für die WM; es ist unklar, ob der Status als Grande Épreuve trotzdem erhalten geblieben ist |
| (12.08.1928) | (GP Europa (Belgien))        | (Spa-Francorchamps) | (FI; WM)        | Rennen wurde abgesagt, stattdessen wurde zum selben Datum ein 24-Stunden-Sportwagenrennen ausgetragen, dabei ist fraglich, ob der Status als Grande Épreuve auf dieses übertragen wurde |
| 02.09.1928   | GP Europa (Italien)          | Monza               | FI; (WM)        | Der Veranstaltung wurde nach Absage des GP Großbritannien nachträglich der Titel GP Europa verliehen; einziges 1928 nach der Internationalen Formel ausgetragenes Grande Épreuve, daher musste letztendlich die Weltmeisterschaft abgesagt werden                                                                    |
| (22.09.1928) | (GP Europa (Großbritannien)) |                     | (FI; WM)        | Rennen wurde abgesagt; der Titel "Großer Preis von Europa" ging auf das Rennen in Italien über |
| 30.5.1929    | Indianapolis 500             | Indianapolis        | INDY; (WM)      | Rennen wurde erneut nach der alten 1,5-Liter-Formel ausgetragen und verlor seinen WM-Status; es ist unklar, ob jemals vorgesehen war, die Internationale Formel anzuwenden |
| 30.06.1929   | GP Frankreich                | Le Mans             | FI; (WM)        | Einziges 1929 nach der Internationalen Formel ausgetragenes Grande Épreuve, daher konnte letztendlich kein WM-Titel vergeben werden |
| (07.07.1929) | (GP Belgien)                 | (Spa-Francorchamps) | (FI; WM)        | Veranstaltung wurde als 24-Stunden-Rennen für Sportwagen ausgetragen, dabei ist unklar, ob Titel und Status als Grande Épreuve auf dieses Rennen übergegangen sind |
| 14.07.1929   | GP Deutschland               | Nürburgring         | SW; (FI; WM)    | Veranstaltung wurde als Sportwagenrennen ausgetragen; es ist unklar, ob der Status als Grande Épreuve beibehalten wurde |
| 31.07.1929   | GP Spanien                   | Circuito Lasarte    | SW; (FI; WM)    | Veranstaltung wurde als Sportwagenrennen ausgetragen; es ist unklar, ob der Status als Grande Épreuve beibehalten wurde |
| (17.08.1929) | (GP Großbritannien)          |                     | (FI; WM)        | Rennen abgesagt, stattdessen wurde zum selben Termin die Tourist Trophy als Sportwagenrennen ausgetragen; es ist unklar, ob diese den Status als Grande Épreuve übernehmen konnte |
| (08.09.1929) | (GP Europa (Italien))        | (Monza)             | (FI; WM)        | Rennen wurde abgesagt; stattdessen wurde am 15. September 1929 der GP von Monza als Sportwagenrennen ausgetragen |
| 30.05.1930   | Indianapolis 500             | Indianapolis        | INDY; (FI?; WM) | Rennen wurde nach einer eigenen Formel ausgetragen und verlor seinen WM-Status; es ist unklar, ob jemals vorgesehen war, die Internationale Formel anzuwenden |
| (13.07.1930) | (GP Deutschland)             | (Nürburgring)       | (FI; WM)        | Rennen wurde abgesagt |
| 20.7.1930    | GP Europa (Belgien)          | Spa-Francorchamps   | FI; WM          | Einziges 1930 nach der Internationalen Formel ausgetragenes Grande Épreuve, daher konnte letztendlich kein WM-Titel vergeben werden |
| 27.7.1930    | GP Spanien                   | Circuito Lasarte    | SW; (FI; WM)    | Veranstaltung wurde als Sportwagenrennen ausgetragen; es ist unklar, ob dafür der Status als Grande Épreuve beibehalten wurde |
| (23.08.1930) | (GP Großbritannien)          |                     | (FI; WM)        | Rennen abgesagt, stattdessen wurde zum selben Termin die Tourist Trophy als Sportwagenrennen ausgetragen; es ist unklar, ob diese den Status als Grande Épreuve übernehmen konnte |
| (07.09.1930) | (GP Italien)                 | (Monza)             | (FI; WM)        | Rennen abgesagt, stattdessen wurde zum selben Termin der Monza GP als formelfreies Rennen ausgetragen; es ist unklar, ob der Status als Grande Épreuve auf dieses übertragen wurde |
| 21.09.1930   | GP Frankreich                | Pau                 | FL; (FI; WM)    | Veranstaltung wurde als formelfreies Rennen ausgetragen; es ist unklar, ob dieses den Status als Grande Épreuve beibehalten konnte |
| 24.05.1931   | GP Italien                   | Monza               | FI; EM          | Rennen war zunächst für den 6. September 1931 terminiert, wurde aber aufgrund der langen Renndauer auf ein Datum mit längerem Tageslicht verlegt; zum ursprünglichen Termin fand stattdessen der GP von Monza statt                                                                                                  |
| 30.05.1931   | Indianapolis 500             | Indianapolis        | INDY            | Rennen wurde nach einer eigenen Formel ausgetragen und wäre aufgrund des Austragungsortes ohnehin nicht als EM-Lauf in Frage gekommen, dennoch als Grande Épreuve im Rennkalender eingetragen |
| 21.06.1931   | GP Frankreich                | Montlhéry           | FI; EM          | |
| 12.07.1931   | GP Belgien                   | Spa-Francorchamps   | FI; EM          | |
| 19.07.1931   | GP Deutschland               | Nürburgring         | FL              | Rennen wurde nach der freien Formel ausgetragen, daher nicht als EM-Lauf vorgesehen, dennoch als Grande Épreuve im Rennkalender eingetragen |
| 22.08.1931   | RAC Tourist Trophy           | Ards Circuit        | SW              | Sportwagenrennen, daher nicht als EM-Lauf vorgesehen, dennoch als Grande Épreuve im Rennkalender eingetragen |
| (04.10.1931) | (GP Spanien)                 |                     | (FI; EM)        | Rennen wurde abgesagt |
| 30.05.1932   | Indianapolis 500             | Indianapolis        | INDY            | Rennen wurde nach einer eigenen Formel ausgetragen und wäre aufgrund des Austragungsortes ohnehin nicht als EM-Lauf in Frage gekommen, dennoch als Grande Épreuve im Rennkalender eingetragen |
| 05.06.1932   | GP Italien                   | Monza               | FI; EM          | |
| 03.07.1932   | GP Frankreich                | Reims-Gueux         | FI; EM          | |
| (10.07.1932) | (GP Belgien)                 | (Spa-Francorchamps) | (FI; EM)        | Rennen wurde abgesagt |
| 17.07.1932   | GP Deutschland               | Nürburgring         | FI; EM          | Obwohl das Rennen als EM-Lauf gewertet wurde, lag die absolvierte Renndistanz unter dem in der Internationalen Formel vorgegebenen Zeitminimum von fünf Stunden |
| 20.08.1932   | RAC Tourist Trophy           | Ards Circuit        | SW              | Sportwagenrennen, daher kein EM-Lauf, dennoch als Grande Épreuve im Rennkalender eingetragen |
| (??.09.1932) | (GP Spanien)                 |                     | (FI; EM)        | Rennen wurde zunächst als Ersatz für den GP Belgien zum EM-Lauf erklärt, dann jedoch ebenfalls abgesagt |
| 23.04.1933   | GP Monaco                    | Circuit de Monaco   | FI              | Erstmals als Grande Épreuve im Rennkalender aufgenommen; aufgrund einer Ausnahmegenehmigung durfte das Rennen über eine kürzere Distanz als die von der Internationalen Formel vorgegebenen 500 km ausgetragen werden                                                                                                |
| 30.05.1933   | Indianapolis 500             | Indianapolis        | INDY            | Rennen wurde nach einer eigenen Rennformel ausgetragen, dennoch als Grande Épreuve im Rennkalender eingetragen |
| 11.06.1933   | GP Frankreich                | Montlhéry           | FI              | |
| 09.07.1933   | GP Belgien                   | Spa-Francorchamps   | FI              | |
| (23.07.1933) | (GP Deutschland)             | (Nürburgring)       | (FI)            | Rennen wurde abgesagt |
| 02.09.1933   | RAC Tourist Trophy           | Ards Circuit        | SW              | Sportwagenrennen, dennoch als Grande Épreuve im Rennkalender eingetragen |
| 10.09.1933   | GP Italien                   | Monza               | FI              | |
| 24.09.1933   | GP Spanien                   | Circuito Lasarte    | FI              | |
| 02.04.1934   | GP Monaco                    | Circuit de Monaco   | FI              | Aufgrund einer Ausnahmegenehmigung durfte das Rennen über eine kürzere Distanz als die von der Internationalen Formel vorgegebenen 500 km ausgetragen werden |
| 30.05.1934   | Indianapolis 500             | Indianapolis        | INDY            | Rennen wurde nach einer eigenen Rennformel ausgetragen, dennoch als Grande Épreuve im Rennkalender geführt |
| 01.07.1934   | GP Frankreich                | Montlhéry           | Montlhéry       | FI |
| 15.07.1934   | GP Deutschland               | Nürburgring         | FI              | |
| 29.07.1934   | GP Belgien                   | Spa-Francorchamps   | FI              | |
| 01.09.1934   | RAC Tourist Trophy           | Ards Circuit        | SW              | Sportwagenrennen, dennoch als Grande Épreuve im Rennkalender geführt |
| 09.09.1934   | GP Italien                   | Monza               | FI              | |
| 23.09.1934   | GP Spanien                   | Circuito Lasarte    | FI              | |
| 22.04.1935   | GP Monaco                    | Circuit de Monaco   | FI; EM          | Aufgrund einer Ausnahmegenehmigung durfte das Rennen über eine kürzere Distanz als die von der Internationalen Formel vorgegebenen 500 km ausgetragen werden |
| 30.05.1935   | Indianapolis 500             | Indianapolis        | INDY            | Rennen wurde nach einer eigenen Formel ausgetragen und wäre aufgrund des Austragungsortes ohnehin nicht als EM-Lauf in Frage gekommen, dennoch als Grande Épreuve im Rennkalender geführt |
| 23.06.1935   | GP Frankreich                | Montlhéry           | FI; EM          | Als ursprünglicher Termin war der 20. Juni 1935 geplant |
| 14.07.1935   | GP Belgien                   | Spa-Francorchamps   | FI; EM          | |
| 28.07.1935   | GP Deutschland               | Nürburgring         | FI; EM          | |
| 25.08.1935   | GP Schweiz                   | Bremgarten          | FI; EM          | Die Veranstaltung hatte noch keinen Status als Grande Épreuve, wurde aber dennoch in diesem Jahr bereits für die EM gewertet |
| 07.09.1935   | RAC Tourist Trophy           | Ards Circuit        | SW              | Sportwagenrennen, dennoch als Grande Épreuve im Rennkalender geführt; ursprünglich für den 31. August 1935 geplant |
| 08.09.1935   | GP Italien                   | Monza               | FI; EM          | |
| 22.09.1935   | GP Spanien                   | Circuito Lasarte    | FI; EM          | |
| 13.04.1936   | GP Monaco                    | Circuit de Monaco   | FI; EM          | Aufgrund einer Ausnahmegenehmigung durfte das Rennen über eine kürzere Distanz als die von der Internationalen Formel vorgegebenen 500 km ausgetragen werden |
| 30.05.1936   | Indianapolis 500             | Indianapolis        | INDY            | Rennen wurde nach einer eigenen Formel ausgetragen und wäre aufgrund des Austragungsortes ohnehin nicht als EM-Lauf in Frage gekommen, dennoch als Grande Épreuve im Rennkalender geführt |
| 28.06.1936   | GP Frankreich                | Montlhéry           | SW              | Von Anfang an als Sportwagenrennen geplant, dennoch im Rennkalender als Grande Épreuve geführt |
| (??.??.1936) | (GP Belgien)                 | (Spa-Francorchamps) | (FI; EM)        | Rennen wurde abgesagt |
| 26.07.1936   | GP Deutschland               | Nürburgring         | FI; EM          | |
| 23.08.1936   | GP Schweiz                   | Bremgarten          | FI; EM          | Zum ersten Mal in die Liste der Grande Épreuves aufgenommen |
| 05.09.1936   | RAC Tourist Trophy           | Ards Circuit        | SW              | Sportwagenrennen, dennoch als Grande Épreuve im Rennkalender geführt; ursprünglich für den 31. August 1935 geplant |
| 13.09.1936   | GP Italien                   | Monza               | FI; EM          | |
| (27.9.1936)  | (GP Spanien)                 |                     | (FI; EM)        | Rennen musste wegen des Spanischen Bürgerkriegs abgesagt werden |
| 30.05.1937   | Indianapolis 500             | Indianapolis        | INDY            | Rennen wurde nach einer eigenen Formel ausgetragen und wäre aufgrund des Austragungsortes ohnehin nicht als EM-Lauf in Frage gekommen, dennoch als Grande Épreuve im Rennkalender geführt |
| 04.07.1937   | GP Frankreich                | Montlhéry           | SW              | Von Anfang an als Sportwagenrennen geplant, dennoch im Rennkalender als Grande Épreuve geführt |
| 11.07.1937   | GP Belgien                   | Spa-Francorchamps   | FI; EM          | |
| 25.07.1937   | GP Deutschland               | Nürburgring         | FI; EM          | |
| 08.08.1937   | GP Monaco                    | Circuit de Monaco   | FI; EM          | Aufgrund einer Ausnahmegenehmigung durfte das Rennen über eine kürzere Distanz als die von der Internationalen Formel vorgegebenen 500 km ausgetragen werden |
| 22.08.1937   | GP Schweiz                   | Bremgarten          | FI; EM          | Aufgrund einer Ausnahmegenehmigung durfte das Rennen über eine kürzere Distanz als die von der Internationalen Formel vorgegebenen 500 km ausgetragen werden |
| 04.09.1937   | RAC Tourist Trophy           | Donington Park      | SW              | Sportwagenrennen, dennoch als Grande Épreuve im Rennkalender geführt |
| 12.09.1937   | GP Italien                   | Monza               | FI; EM          | Aufgrund einer Ausnahmegenehmigung durfte das Rennen über eine kürzere Distanz als die von der Internationalen Formel vorgegebenen 500 km ausgetragen werden |
| (??.??.1937) | (GP Spanien)                 |                     | (FI; EM)        | Aufgrund des Spanischen Bürgerkriegs abgesagt |
| 30.05.1938   | Indianapolis 500             | Indianapolis        | FI? INDY?       | Es ist nicht ganz klar, ob die Bestimmungen exakt der Internationalen Rennformel entsprachen. Rennen wäre aufgrund des Austragungsortes ohnehin nicht als EM-Lauf in Frage gekommen; dennoch als Grande Épreuve im Rennkalender geführt                                                                              |
| 03.07.1938   | GP Frankreich                | Reims-Gueux         | FI; EM          | |
| 24.07.1938   | GP Deutschland               | Nürburgring         | FI; EM          | |
| 21.08.1938   | GP Schweiz                   | Bremgarten          | FI; EM          | Mindestdistanz und -dauer der Rennen waren nun nicht mehr in der Internationalen Formel reglementiert |
| 03.09.1938   | RAC Tourist Trophy           | Donington Park      | SW              | Sportwagenrennen, dennoch als Grande Épreuve im Rennkalender geführt |
| 11.09.1938   | GP Italien                   | Monza               | FI; EM          | |
| (16.04.1939) | (GP Monaco)                  | (Circuit de Monaco) | (FI; EM)        | Rennen wurde abgesagt |
| 30.05.1939   | Indianapolis 500             | Indianapolis        | FI? INDY?       | Es ist nicht ganz klar, ob die Bestimmungen exakt der Internationalen Rennformel entsprachen. Rennen wäre aufgrund des Austragungsortes ohnehin nicht als EM-Lauf in Frage gekommen; dennoch als Grande Épreuve im Rennkalender geführt.                                                                             |
| 25.06.1939   | GP Belgien                   | Spa-Francorchamps   | FI; (EM)        | |
| 09.07.1939   | GP Frankreich                | Reims-Gueux         | FI; (EM)        | |
| 23.07.1939   | GP Deutschland               | Nürburgring         | FI; (EM)        | |
| 20.08.1939   | GP Schweiz                   | Bremgarten          | FI; (EM)        | Wegen des nachfolgenden Ausbruchs des Zweiten Weltkriegs wurde kein EM-Titel vergeben |
| (02.09.1939) | (RAC Tourist Trophy)         |                     | (SW)            | Sportwagenrennen, dennoch als Grande Épreuve im Rennkalender geführt; Veranstaltung wurde aufgrund des Ausbruchs des Zweiten Weltkriegs nicht mehr ausgetragen |
| (10.09.1939) | (GP Italien)                 |                     | (FI; EM)        | Rennen wurde abgesagt |
| 30.05.1940   | Indianapolis 500             | Indianapolis        | FI? INDY?       | Es ist nicht ganz klar, ob die Bestimmungen exakt der Internationalen Rennformel entsprachen. Da die CSI aufgrund des Ausbruchs des Zweiten Weltkriegs nicht mehr tagte, wurde auch kein internationaler Rennkalender erstellt. Es ist unklar, ob das Rennen daher offiziell den Status Grande Épreuve tragen konnte |
| 30.05.1941   | Indianapolis 500             | Indianapolis        | FI? INDY?       | Da die CSI aufgrund des Ausbruchs des Zweiten Weltkriegs nicht mehr tagte, wurden kein internationaler Rennkalender und keine Internationale Rennformel für 1941 verabschiedet. Es ist unklar, ob das Rennen daher offiziell den Status Grande Épreuve tragen konnte                                                 |
| 30.05.1946   | Indianapolis 500             | Indianapolis        | FI? INDY?       | Es ist nicht ganz klar, ob die Bestimmungen exakt der Internationalen Rennformel entsprachen. |
| 30.05.1947   | Indianapolis 500             | Indianapolis        | INDY            | Rennen wurde nach einer eigenen Formel ausgetragen, dennoch als Grande Épreuve im Rennkalender geführt |
| 08.06.1947   | GP Schweiz                   | Bremgarten          | FI              | |
| 29.06.1947   | GP Europa (Belgien)          | Spa-Francorchamps   | FI              | |
| (23.08.1947) | (RAC Tourist Trophy)         |                     | (SW)            | als Sportwagenrennen geplant, wurde abgesagt |
| 07.09.1947   | GP Italien                   | Parco Sempione      | FI              | |
| 21.09.1947   | GP Frankreich                | Lyon-Parilly        | FI              | |
| 16.05.1948   | GP Monaco                    | Circuit de Monaco   | FI-1            | |
| 31.05.1948   | Indianapolis 500             | Indianapolis        | INDY            | Rennen wurde nach einer eigenen Formel ausgetragen, dennoch als Grande Épreuve im Rennkalender geführt |
| (20.06.1948) | (GP Belgien)                 | (Spa-Francorchamps) | (FI-1)          | Rennen wurde abgesagt |
| 04.07.1948   | GP Europa (Schweiz)          | Bremgarten          | (FI-1)          | |
| 18.07.1948   | GP Frankreich                | Reims-Gueux         | FI-1            | |
| (21.08.1948) | (RAC Tourist Trophy)         |                     | (SW)            | als Sportwagenrennen geplant, wurde abgesagt |
| 05.09.1948   | GP Italien                   | Parco del Valentino | FI-1            | |
| 14.05.1949?  | GP Großbritannien?           | Silverstone         | FI-1            | Im ursprünglichen Kalender nicht als Grande Épreuve verzeichnet, möglicherweise aber nach Absage der Tourist Trophy „befördert“ worden |
| 30.05.1949   | Indianapolis 500             | Indianapolis        | INDY            | Rennen wurde nach einer eigenen Formel ausgetragen, dennoch als Grande Épreuve im Rennkalender geführt |
| (05.06.1949) | (GP Monaco)                  | (Circuit de Monaco) | (FI-1)          | Rennen wurde abgesagt |
| 19.06.1949   | GP Belgien                   | Spa-Francorchamps   | FI-1            | |
| 03.07.1949   | GP Schweiz                   | Bremgarten          | FI-1            | |
| 07.08.1949   | GP Frankreich                | Saint-Gaudens       | SW              | Als Sportwagenrennen ausgetragen; unklar, ob das Rennen tatsächlich den Status eines Grande Épreuves hatte; auch der nach der Formel 1 ausgetragene Grand Prix de France war kein Grande Épreuve |
| (27.08.1949) | (RAC Tourist Trophy)         |                     | (SW)            | als Sportwagenrennen geplant, wurde abgesagt |
| 11.09.1949   | GP Europa (Italien)          | Monza               | FI-1            | |

Legende
- FI = Formule Internationale (die von der CSI festgelegte Internationale Rennformel für Grande Épreuves)
- FI-1 = Formule Internationale 1 ("erste" Internationale Rennformel, für die sich im Lauf der Zeit der Begriff "Formel 1" etabliert hat)
- FL = Formule Libre ("formelfreies" Rennen; Rennen, das entweder ganz ohne oder nach vom Veranstalter frei gewählten Rennformel ausgetragen wurde)
- INDY = Rennen nach der jeweils für das Indianapolis 500 geltenden Rennformel
- SW = Sportwagenrennen
- SW-H = Sportwagenrennen mit Handicap-Formel
- WM = Lauf zur offiziellen Weltmeisterschaft
- EM = Lauf zur offiziellen Europameisterschaft
- (in Klammern) = ursprünglich vorgesehener Status (später geändert oder Rennen abgesagt)
- kursiv = Kein Grande Épreuve, aber aufgrund der Bedeutung in der Liste aufgenommen